# کوستکی-پینگکی
کوستکی-پینگکی (به لهستانی:  Kostki-Pieńki) یک روستا در لهستان است که در گمینا سابنگه واقع شده‌است.